# La Petite Star
Pour plus de détails, voir Fiche technique et Distribution.
La Petite Star ou Je ferai n'importe quoi au Québec (I'll Do Anything) est un film américain réalisé par James L. Brooks, sorti en 1994.

## Synopsis
Matt Hobbs est acteur dont la carrière bat de l'aile depuis des années. Alors qu'il est sur le point de décrocher un rôle important, Beth, son ex-femme est arrêtée. La garde de leur fille Jeannie, six ans, est alors confiée à Matt. Le rôle échappe alors à Matt, mais la petite fille est remarquée par un directeur de casting cherchant l'héroïne d'une future sitcom.

## Fiche technique
- Titre français : La Petite Star
- Titre original : I'll Do Anything
- Titre québécois : Je ferai n'importe quoi
- Réalisation et scénario : James L. Brooks
- Musique : Hans Zimmer
- Photographie : Michael Ballhaus
- Montage : Richard Marks
- Production : James L. Brooks et Polly Platt
- Sociétés de production : Columbia Pictures et Gracie Films
- Société de distribution : Columbia Pictures
- Pays d'origine :  États-Unis
- Langue originale : anglais
- Format : Couleur - 35 mm - 1.85:1 - son : Dolby SR - SDDS
- Genre : comédie dramatique
- Durée : 116 minutes
- Dates de sortie[1] :
  -  États-Unis : 4 février 1994
  -  France : sorti directement en vidéo

## Distribution
- Nick Nolte (VF : Jacques Frantz ; VQ : Hubert Gagnon) : Matt Hobbs
- Whittni Wright (VQ : Kim Jalabert) : Jeannie Hobbs
- Julie Kavner (VQ : Claudine Chatel) : Nan Mulhanney
- Albert Brooks (VF : Gérard Rinaldi) : Burke Adler
- Joely Richardson (VQ : Anne Bédard) : Cathy Breslow
- Tracey Ullman (VF : Isabelle Ganz ; VQ : Aline Pinsonneault) : Beth Hobbs
- Angela Alvarado : Lucy Grisada
- Jeb Brown : Le recruteur masculin
- Robert Joy : l'US Marshal
- Ian McKellen : John Earl McAlpine
- Joely Fisher : le recruteur féminin
- Vicki Lewis (VQ : Lisette Dufour) : Millie
- Anne Heche : Claire

Source VQ

## Production
Laura Dern est initialement choisie pour incarner Cathy Breslow. Elle sera finalement remplacée par Joely Richardson
Le tournage a lieu en Californie, notamment à Los Angeles.
Le réalisateur-scénariste James L. Brooks développe initialement le film comme un film musical à l'ancienne et comme une parodie des « clichés cinématographiques et styles de vie hollywoodiens », avec un budget d'environ 40 millions de dollars. Le film contient ainsi des chansons d'artistes comme Carole King, Prince ou encore Sinéad O'Connor, et des chorégraphies de Twyla Tharp. Cependant, lors de projections test, le public réagit mal à l'omniprésence de la musique. Toutes ces scènes sont alors supprimées. James L. Brooks écrit alors de nouvelles scènes, tournées en trois jours, et passe sept semaines à remonter le film. Prince retravaillera certaines de ses chansons pour ses projets suivants : Girl 6 (1996) et The Vault...Old Friends 4 Sale (1999). Dans l'émission Off Camera, Jackson Browne avouera que sa chanson I'll Do Anything présente sur l'album I'm Alive (1993) a été composée pour le film.

## Accueil
Le film reçoit des critiques partagées. Sur l'agrégateur américain Rotten Tomatoes, il récolte 61% d'opinions favorables pour 18 critiques et une note moyenne de 5,26⁄10.
Le film est échec au box-office : il ne récolte que 10 424 645 $ aux États-Unis pour un budget de 40 millions de dollars